# 新教出版社
新教出版社（しんきょうしゅっぱんしゃ）は、日本のプロテスタント系の出版社。ただし正教会関連の書籍も若干扱うなど、その出版範囲はプロテスタントにとどまらない。

## 概要
キリスト教神学に関連する書籍だけではなく、キリスト教に関係する社会問題などについての書籍を数多く出版している。カール・バルトなどの新正統主義の神学者の著作の翻訳も多数出版している。

## 歴史
戦時中の1944年（昭和19年）、戦時企業整備令により、プロテスタント系出版社の10社（長崎書店、新生堂、日曜世界社、日本聖書協会、教文館出版部、基督教思想叢書刊行会、愛之事業社、警醒社、一粒社、基督教出版社）が統合して発足した。初代社長には長崎書店の店主長崎次郎が就任した。
戦後になり、日本聖書協会と教文館が独立する。
1952年（昭和27年）より、教会と神学の問題を扱った月刊誌『福音と世界』を発行している。